# Свердловский краеведческий музей
Свердловский городской краеведческий музей — краеведческий музей в городе Свердловске собрание памятников истории и культуры Свердловского шахтерского края, научно-культурный центр города.

## Здание музея
Свердловский краеведческий музей расположен в центре города в специально возведённом современном здании по адресу: ул. Пирогова, д.2в. Автор архитектурного проекта здания музея — свердловский архитектор Г. И. Сало. Художественное оформление музея выполнили луганские художники под руководством Н. А. Монастырской. Все строительные работы осуществили угольные предприятия производственного объединения «Свердловантрацит». При строительстве использованы современные и экологически выверенные материалы — мрамор, туф, ракушечник, черепица, металл. Создатели здания в 1993 году стали победителями конкурса на лучшие дома и комплексы жилищно-гражданского назначения Украины, отмечены дипломами I степени и премиями.

## История музея
Краеведческий музей в Свердловске был основан в 1972 году на общественных началах, уже на следующий год заведению было присвоено почетное звание «народного». Коллекция музея начала формироваться в это время на основе сбора материалов для выставок на территории города и района, экспонатов общественных музеев, случайных находок и продолжает пополняться новыми экспонатами до сих пор.
С 1975 года Свердловский музей — отдел Луганского областного краеведческого музея.
В августе 1991 года открыта экспозиция в новом (нынешнем) помещении по улице Пирогова.
Создание музея в Свердловске, его становления как культурно-просветительского учреждения, связано с именем известного на Луганщине краеведа, первого директора Свердловского краеведческого музея, заслуженного работника культуры Украины Леонарда Вениаминовича Бедина, посвятившего музейному делу более 20 лет своей жизни.
В 2000-е годы в музее ежегодно экспонируются 3-4 постоянно действующих и 4-5 временных передвижных выставок, которые посещают более 20 тысяч гостей и жителей города в год. Коллектив музея поддерживает тесные научные контакты с музейными работниками, краеведами Луганщины, Украины, России. В 1998 и 2002 годах на базе Свердловского музея были проведены научные конференции по вопросам природы и экологии, этнографии, а в 2003 году — международная конференция археологов и краеведов. В 2016 году у музея появился свой сайт http://svk-museum.ru.